# Ізола-Доварезе
Ізола-Доварезе (італ. Isola Dovarese) — муніципалітет в Італії, у регіоні Ломбардія,  провінція Кремона.
Ізола-Доварезе розташована на відстані близько 410 км на північний захід від Рима, 95 км на схід від Мілана, 22 км на схід від Кремони.
Населення — 1190 осіб (2014).

## Демографія
Населення за роками:

Станом на 1 січня 2023 року в муніципалітеті офіційно проживав 71 іноземець з 11 країн, серед них 14 громадян країн Євросоюзу та 1 громадянин України.

## Міста-побратими
- Вело, Франція

## Сусідні муніципалітети
- Каннето-сулл'Ольйо
- Казальромано
- Дриццона
- Пессіна-Кремонезе
- Торре-де'-Піченарді
- Волонго